# Monopolio bilateral

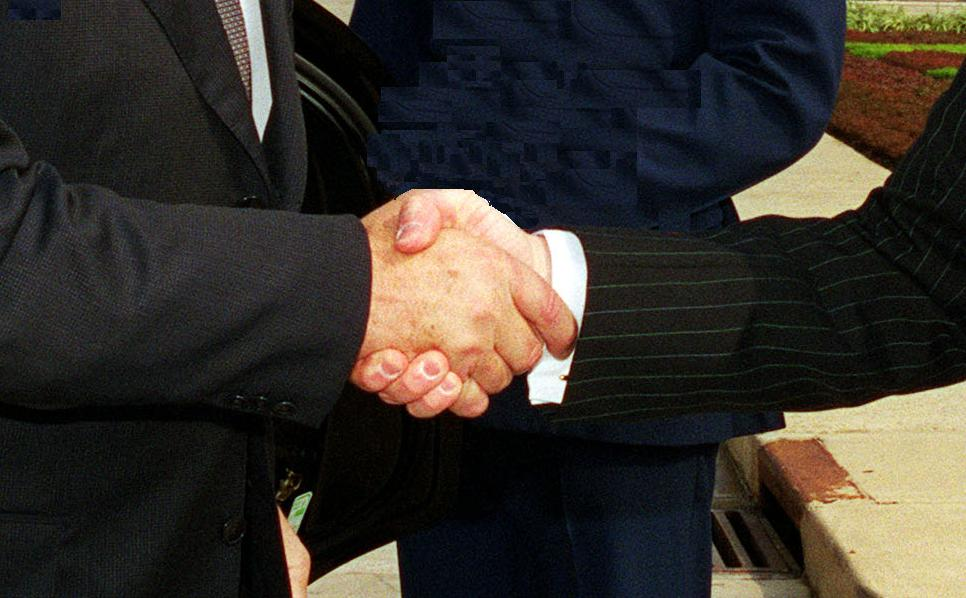
En el monopolio bilateral el poder de negociación se convierte en un factor clave para la determinación del precio.

Un monopolio bilateral es un mercado en donde cohabitan un monopolio de oferta y uno de demanda, y en donde tanto el vendedor como el comprador pueden influir en los precios. Es decir, existe a la vez por parte de los vendedores un monopolio u oligopolio y por parte de los compradores un monopsonio u oligopsonio. Son bastante frecuentes pues representan el intercambio de bienes no comunes, como por ejemplo la industria de piezas especializadas. 
En ese caso tanto el comprador como el vendedor se encuentran en una situación de negociación ya que el poder de monopolio (haciendo que el precio suba) y el poder de monopsonio (haciendo que el precio baje) se contrarrestan mutuamente. Puede ocurrir que no se contrarresten del todo prevaleciendo uno de los dos poderes de forma significativa.
En consecuencia, no existe una regla sencilla, su "resolución” depende del poder de negociación de cada uno, de la información disponible etc. Incluso si las posiciones de intercambio mutuamente ventajosas se explotan completamente, ello no conduce a la determinación de una solución única; se puede decir que máximo se logra un óptimo de Pareto por definición pero se presentan una infinidad de óptimos de Pareto, relacionados con las “condiciones iniciales” del desarrollo de las transacciones. Uno de ellos puede tener más tiempo y más paciencia o más capacidad de convicción, etc.
En tales condiciones la Ciencia Económica busca las características de los óptimos de Pareto asociados a una u otra situación de monopolio bilateral, sin privilegiar ninguno de ellos.